# 파터노스터 광장

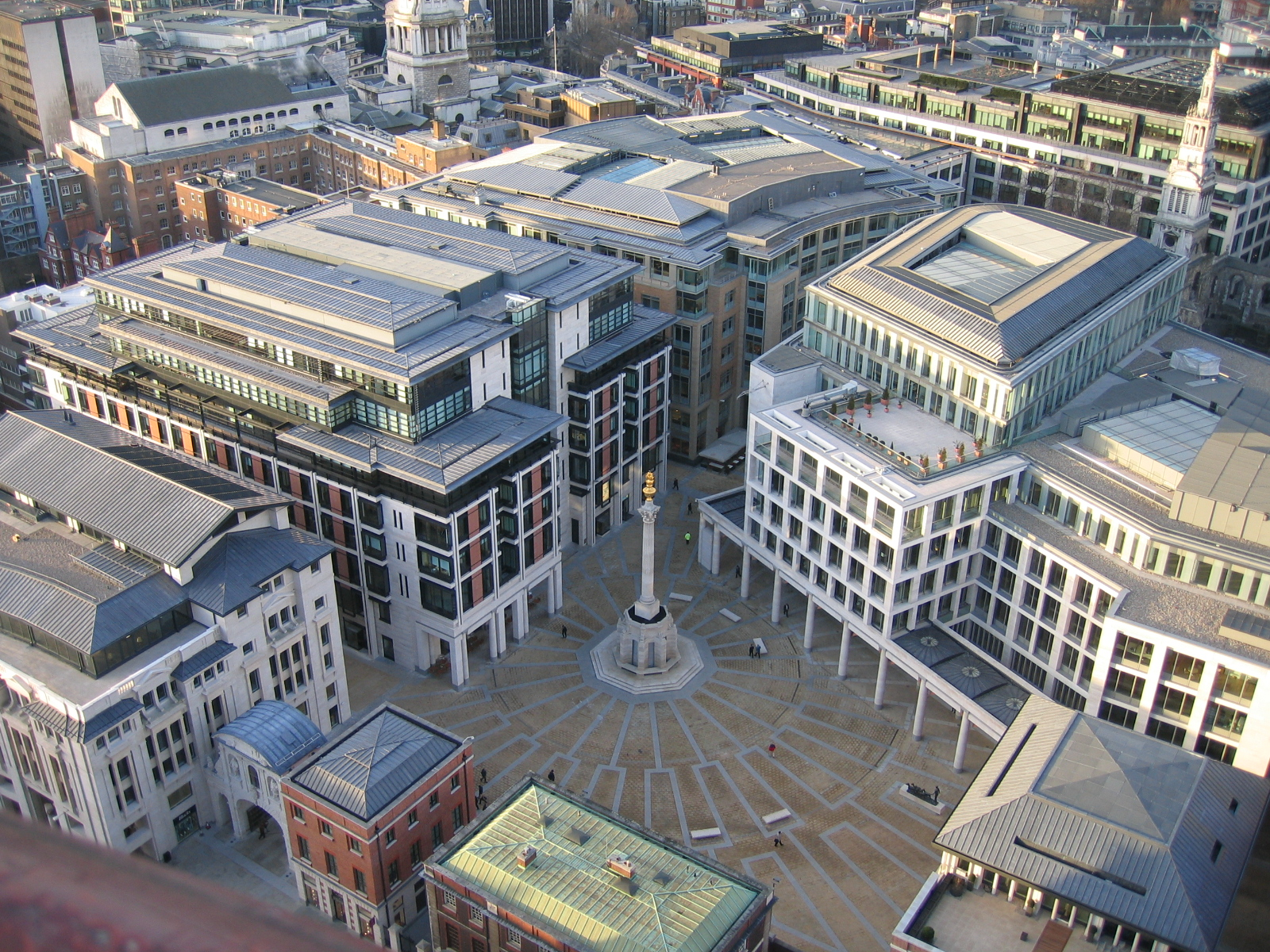
세인트폴 대성당 주변에 2003년 재개발된 파터노스터 광장

파터노스터 광장(Paternoster Square)은 미쓰비시지쇼가 소유하고 개발한 도시 광장이다. 시티오브런던의 세인트폴 대성당 옆에 위치해 있다. 이름은 한때 런던 출판 교역의 중심지 파터노스터 로우라는 이름에서 기원한다. 해당 지역은 제2차 세계 대전 중 영국 대공습에 의한 공중 폭격으로 폐허가 되었다. 현재는 2004년 스레드니들 스트리트로부터 위치를 옮긴 런던 증권거래소가 위치해 있다. 또, 골드만삭스, 메릴린치, 노무라 증권 등의 투자은행이 위치한 곳이기도 하다.